# Unnur Birna Vilhjálmsdóttir
Unnur Birna Vilhjálmsdóttir (n. 25 mai 1984, Reykjavík, Islanda) a fost aleasă în anul 2005, la un concurs de frumusețe, Miss Island, în același an în decembrie câștigă titlul de Miss World. Unnur Birna, este fiica unei regine a frumesții, Unnur Steinsson, care a ajuns până în finala concursului Miss World. Unnur Birna, a studiat jura la o unversitate din Reykjavík. Ea este după Hólmfríður Karlsdóttir (1985) și Linda Pétursdóttir (1988) a treia islandeză care obține titlul de Miss World.